# Epidendrum luckei
Epidendrum luckei är en orkidéart som beskrevs av Irene Bock. Epidendrum luckei ingår i släktet Epidendrum och familjen orkidéer. Inga underarter finns listade i Catalogue of Life.